# Kimberley Joseph
Kimberley Joseph (Vancouver, 30 de agosto de 1973) es una actriz canadiense-australiana. Cuando era pequeña, fue criada en Gold Coast en Australia y luego se trasladó a Suiza, donde fue educada. Dejó la universidad cuando empezó a actuar en la telenovela Paradise Beach. En Australia ha aparecido en Home and Away, All Saints y Gladiators. En el Reino Unido, fue miembro del reparto de Cold Feet desde 2001 hasta 2003. Desde 2004 hasta 2010, ha aparecido en varios capítulos de Lost.

## Juventud
Nació en Vancouver, Columbia Británica, Canadá y sus padres son Joe y Wendy Joseph. Cuando Kimberley tenía tres años se mudaron a Gold Coast en Australia, donde estudió en el colegio St Hilda durante nueve años. Su familia viajó por Europa muchas veces cuando era joven y estudió en una escuela privado de Montreux en Suiza durante cuatro años. Allí aprendió a hablar francés y español fluidamente. Cuando volvió a Australia, empezó a estudiar artes en la universidad, pero no terminó la carrera.

## Carrera
A la edad de 19 años, tras dejar la universidad, empezó a actuar como Cassie Barsby en la telenovela Paradise Beach, aunque en ese momento no contaba con experiencia actuando. La telenovela duró 15 meses en los que hizo amistad con Raelee Hill, Megan Connolly y Isla Fisher. En 1995, empezó a presentar Gladiators y apareció en dos series antes de actuar con el papel de Joanne Brennan en Home and Away.  Desde 1999, ha aparecido en series como Hercules: the Legendary Journeys, Sale of the century y en Hey Hey It's Saturday. Luego se trasladó a Estados Unidos y empezó a estudiar interpretación en Atlantic Theater Company en Nueva York. Después se mudó a Los Ángeles donde, durante 18 meses, sólo consiguió trabajo entrevistando a actores australianos en dicha ciudad. Luego se mudó a Mánchester ya que había conseguido un papel en la serie Cold Feet, donde apareció en todos los capítulos como Jo Ellison. Dos días después de grabar el último episodio, en 2002, Joseph dejó el Reino Unido y volvió a Australia. En 2004, apareció en la televisión australiana, la última vez que lo había hecho era en 1999, haciendo el papel de Dr. Grace Connelly durante seis episodios de All Saints. Después volvió a Los Ángeles, Estados Unidos. En 2004, apareció en el episodio piloto de la serie Lost como Cindy Chandler, además de aparecer en otros capítulos de la segunda, tercera y sexta temporadas.
En 2013 apareció en el video musical del tema "Castle of Glass" de Linkin Park.

## Filmografía
| Año       | Título                           | Rol                 | Notas |
| --------- | -------------------------------- | ------------------- | --- |
| 1992      | Paradise Beach                   | Cassie Barsby       | Serie de TV |
| 1995–1996 | Home and Away                    | Joanne Brennan      | Serie de TV |
| 1997–1999 | Hercules: The Legendary Journeys | Nemesis             | Episodios: "Two Men and a Baby" (1997), "Full Circle" (1999) |
| 1998–1999 | Tales of the South Seas          | Clare Devon         | 1 temporada |
| 1999      | Water Rats                       | Mary Worth          | Episodio: "Dangerous Encounters" |
| 2000      | Murder Call                      | Andrea Thatcher     | Episodio: "Scent of Evil" |
| 2001–2003 | Cold Feet                        | Jo Ellison          | 2 temporadas |
| 2004      | Go Big                           | Sophie Duvet        | |
| 2004      | All Saints                       | Dra. Grace Connelly | Episodios: "Feet of Clay", "Pecking Order", "Luck of the Draw", "Consequences", "When Worlds Collide", "Mind Over Matter", "Falling from Grace" |
| 2004–2010 | Lost                             | Cindy Chandler      | 13 episodios: "Pilot, Part 1" (2004), "Pilot, Part 2" (2004), "Everybody Hates Hugo" (2005), "...And Found" (2005), "Abandoned" (2005), "The Other 48 Days" (2005), "Stranger in a Strange Land"(2007), "The Brig" (2007), "LA X, Part 1" (2010), "LA X, Part 2" (2010), "Sundown" (2010), "Recon" (2010), "The Last Recruit" (2010) |
| 2005      | Fight Night                      | Tracey              | |
| 2022–     | Rock Island Mysteries            | Emily Young         | Serie de TV Recurrente |

Como anfitriona
- Gladiators (1995–1996)
- Gladiators: The Ashes 1 (1995–1996)
- International Gladiators 2 (1996)

Como directora
- When the Dust Settles (2009; corto documental)